# Santander (Cebu)
Santander is een gemeente in de Filipijnse provincie Cebu. Bij de census van 2015 telde de gemeente bijna 18 duizend inwoners.

## Geografie

### Bestuurlijke indeling
Santander is onderverdeeld in de volgende 10 barangays:
| - Bunlan - Cabutongan - Candamiang - Liloan - Lip-tong | - Looc - Pasil - Poblacion - Talisay - Canlumacad |

## Demografie
Santander had bij de census van 2015 een inwoneraantal van 17.857 mensen. Dit waren 1.752 mensen (10,9%) meer dan bij de vorige census van 2010. Ten opzichte van de census van 2000 was het aantal inwoners gegroeid met 4.015 mensen (29,0%). De gemiddelde jaarlijkse groei in die periode kwam daarmee uit op 1,68%, hetgeen lager was dan het landelijk jaarlijks gemiddelde over deze periode (1,72%).

De bevolkingsdichtheid van Santander was ten tijde van de laatste census, met 17.857 inwoners op 29,53 km², 604,7 mensen per km².